# Odontocarya floribunda
Odontocarya floribunda är en tvåhjärtbladig växtart som beskrevs av Friedrich Ludwig Diels. Odontocarya floribunda ingår i släktet Odontocarya och familjen Menispermaceae. Inga underarter finns listade i Catalogue of Life.